# Nupseroberea brevior
Nupseroberea brevior là một loài bọ cánh cứng trong họ Cerambycidae.